# Paxistima
Paxistima är ett släkte av benvedsväxter. Paxistima ingår i familjen Celastraceae.
Kladogram enligt Catalogue of Life:
| Paxistima | \| \| Paxistima canbyi \| \| \| \| \| \| Paxistima myrsinites \| \| \| \| |
|           | \| \| Paxistima canbyi \| \| \| \| \| \| Paxistima myrsinites \| \| \| \| |
|           | Paxistima canbyi                                                          |
|           |                                                                           |
|           | Paxistima myrsinites                                                      |
|           |                                                                           |

## Bildgalleri

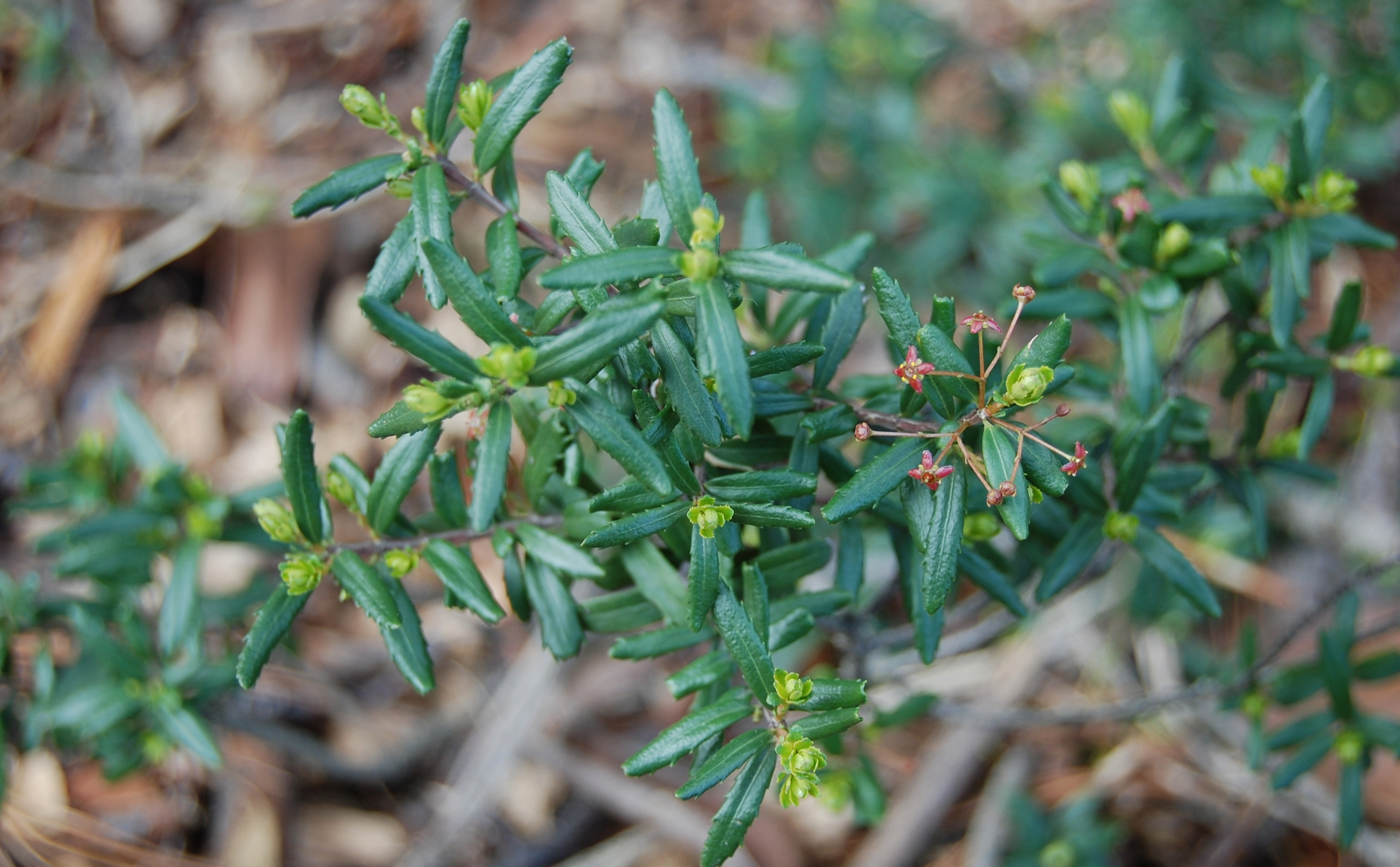
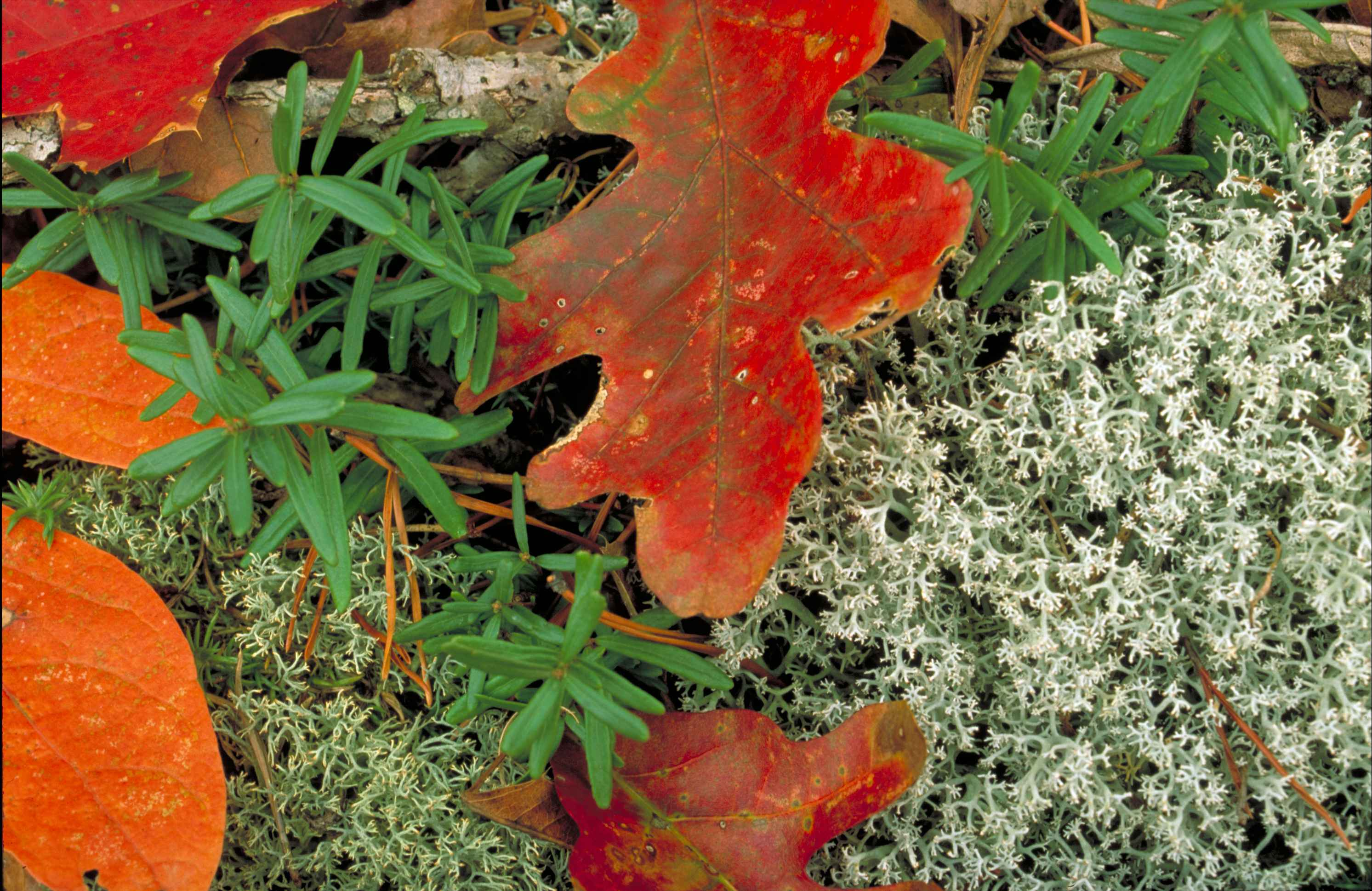
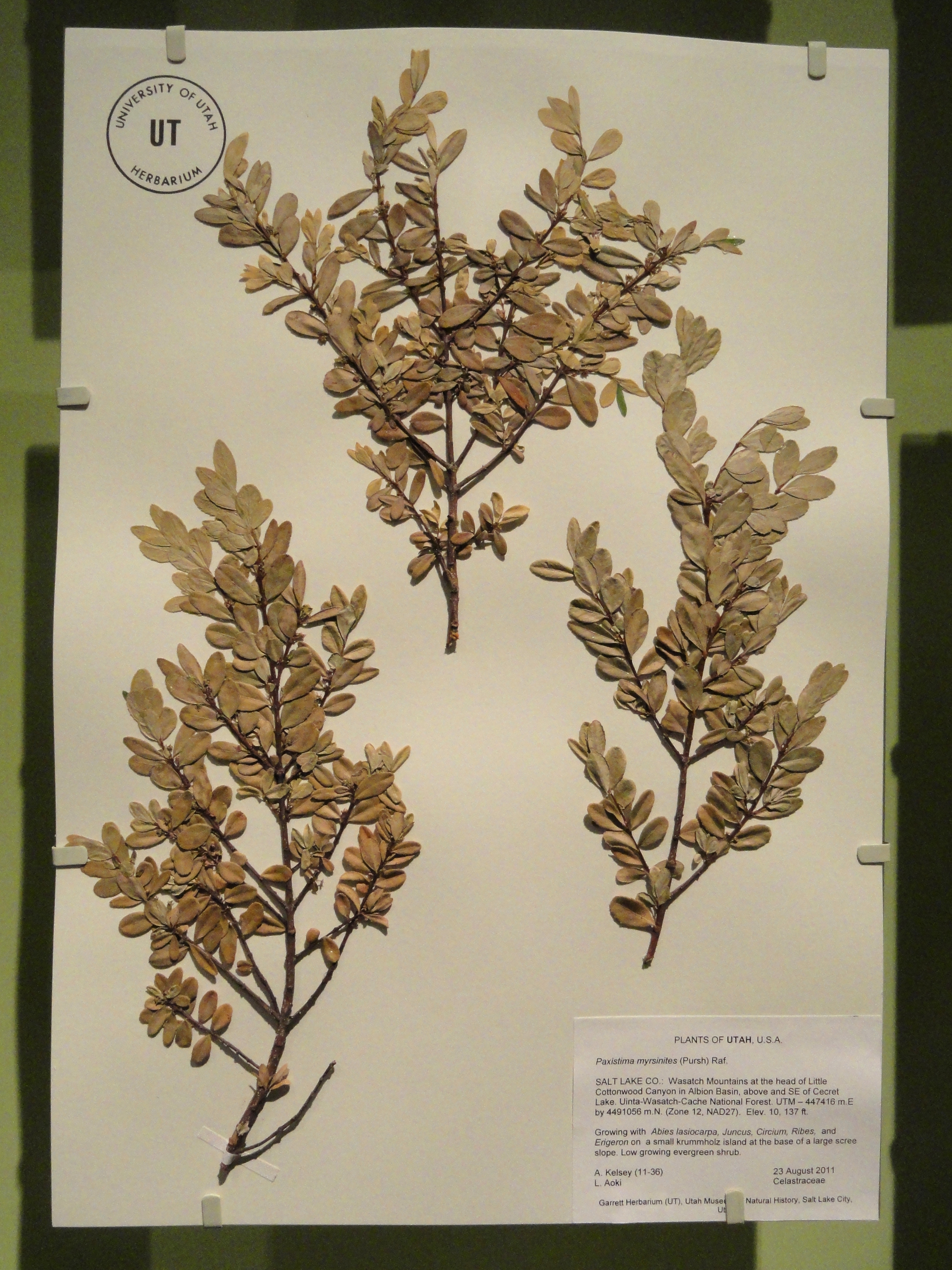
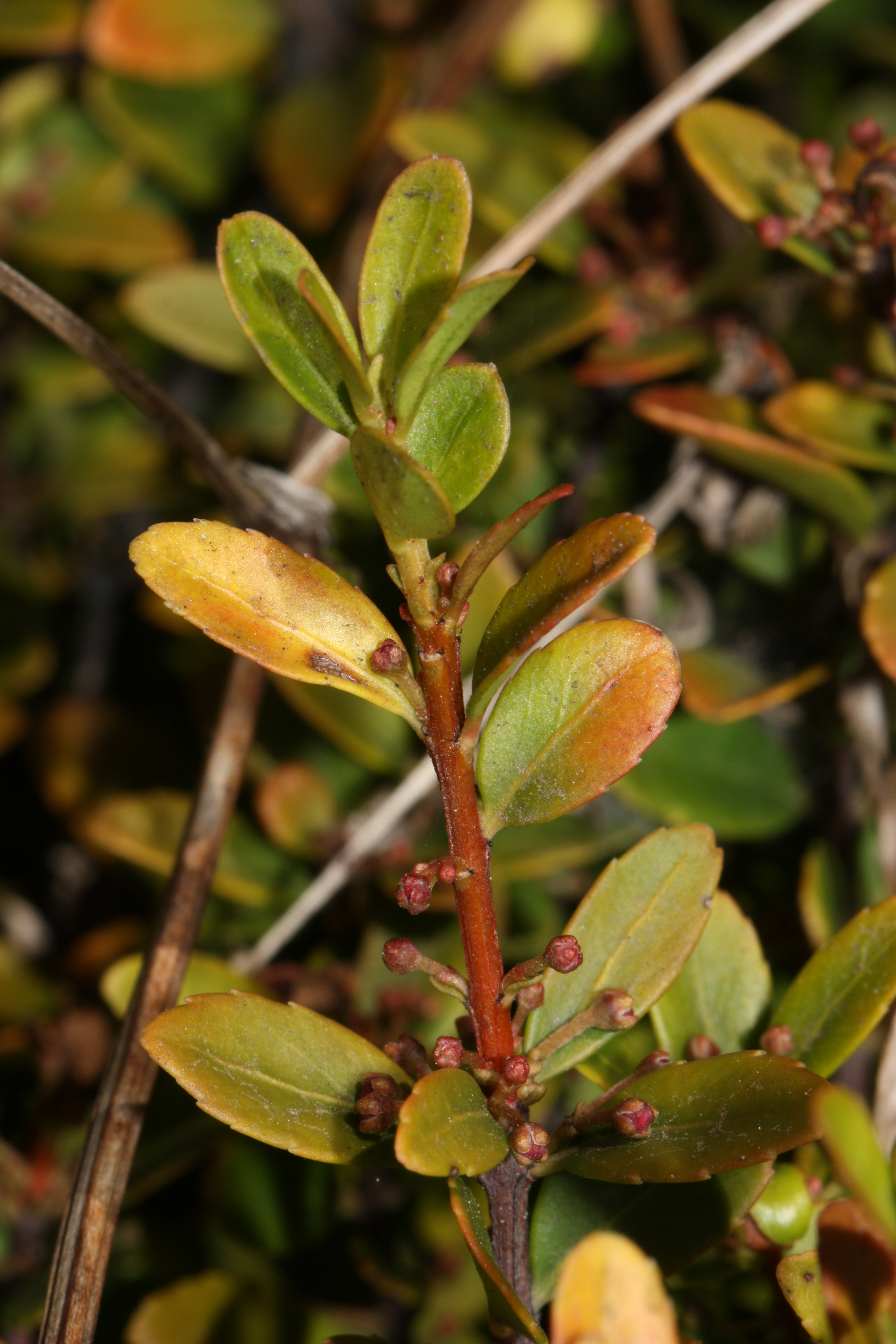
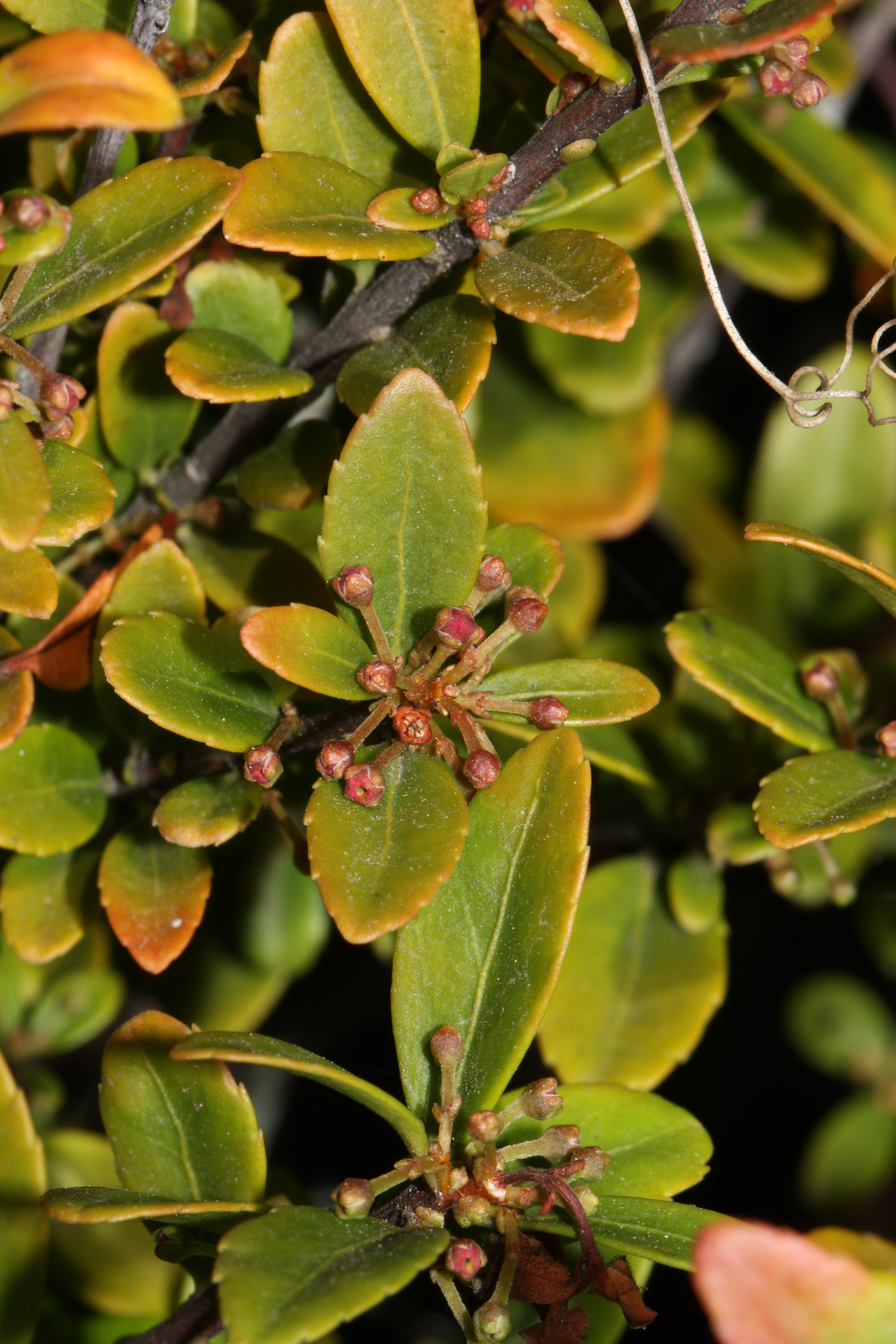
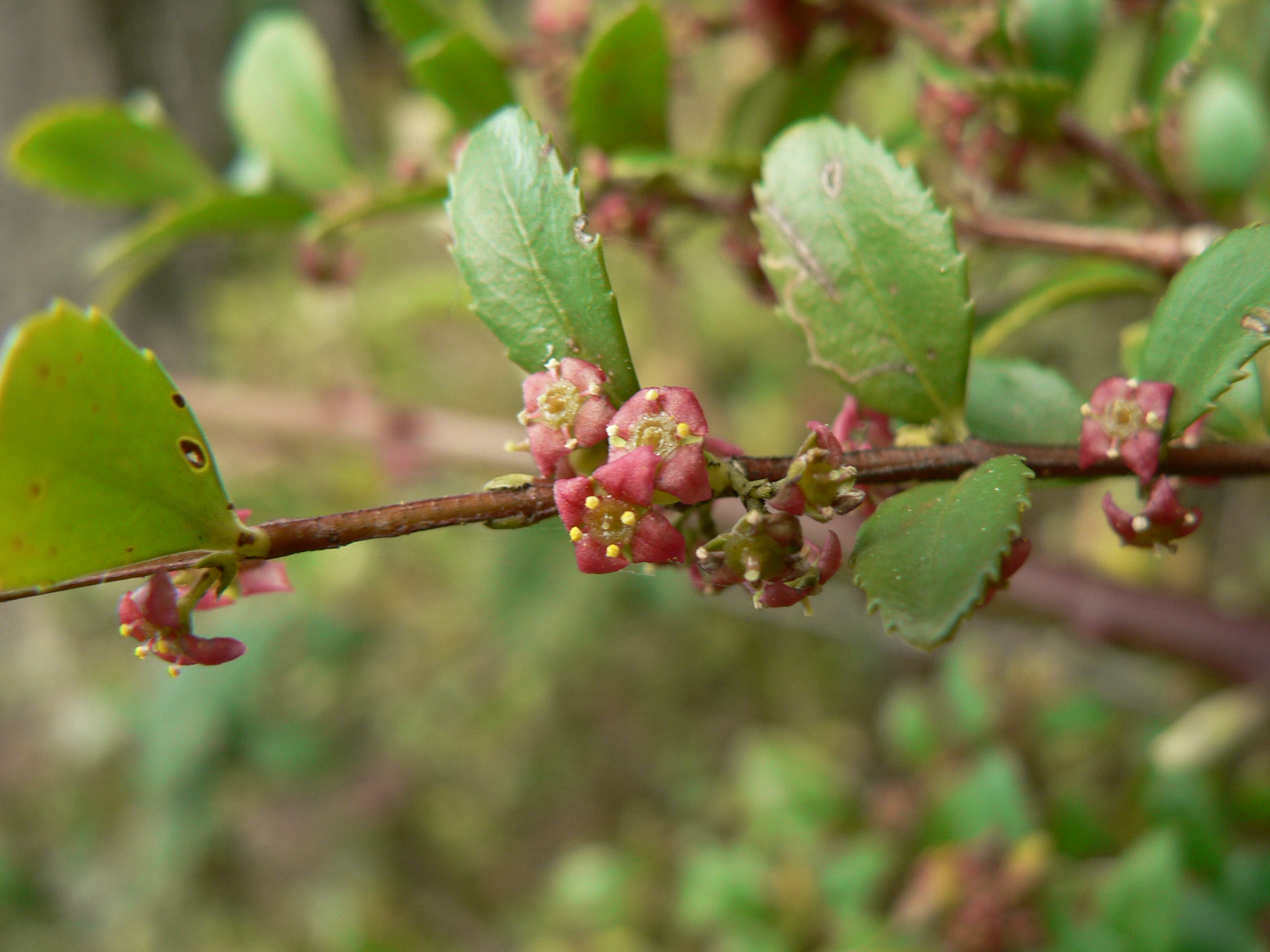